# كيتي ميرشنت
كيتي ميرشنت (بالإنجليزية: Katy Marchant) هي منافسة ألعاب القوى بريطانية، ولدت في 30 يناير 1993 في ليدز في المملكة المتحدة.

## وصلات خارجية
- كيتي ميرشنت على موقع الاتحاد الدولي لألعاب القوى (الإنجليزية)
- كيتي ميرشنت على موقع الاتحاد الدولي للدراجات (الإنجليزية)
- كيتي ميرشنت على موقع أرشيف الدراجات (الإنجليزية)
- كيتي ميرشنت على موقع CycleBase (الإنجليزية)
- كيتي ميرشنت على موقع اللجنة الأولمبية الدولية (الإنجليزية)
- كيتي ميرشنت على موقع أوليمبيديا (الإنجليزية)
- كيتي ميرشنت على موقع اللجنة الأولمبية البريطانية (الإنجليزية)